# Józef Bilczewski
(Papa Giovanni Paolo II.)
Józef Bilczewski (in ucraino Йосип Більчевський, Josyp Bil'čev'skyj; Wilamowice, 26 aprile 1860 – Leopoli, 20 marzo 1923) è stato un arcivescovo cattolico polacco, venerato come santo dalla Chiesa cattolica dal 23 ottobre 2005.

## Biografia
Nato da una famiglia di contadini, essendo il primo di nove figli, dovette alternare gli studi classici presso il liceo di Wadowice al lavoro dei campi in aiuto alla famiglia. Nel 1880 entrò nel seminario diocesano di Cracovia e fu ordinato sacerdote nel 1884.
Studiò teologia a Vienna, Roma e a Parigi, laureandosi nel 1890; tornato in Polonia, insegnò teologia presso l'Università di Cracovia, quindi dogmatica presso l'Università di Leopoli, di cui divenne anche Rettore. Da esperto archeologo, suoi anche vari studi e ricerche sulle catacombe di Roma.
Il 17 dicembre 1900 fu nominato arcivescovo di Leopoli di rito latino con il consenso dell'imperatore Francesco Giuseppe d'Asburgo.
Molto legato alla Sede Apostolica, si dedicò alla diffusione del culto mariano anche attraverso l'organizzazione del 1º Congresso Mariologico in Polonia nel 1904.
Morì tra l'affetto della sua diocesi il 20 marzo 1923.

## Genealogia episcopale e successione apostolica
La genealogia episcopale è:
- Cardinale Scipione Rebiba
- Cardinale Giulio Antonio Santori
- Cardinale Girolamo Bernerio, O.P.
- Arcivescovo Galeazzo Sanvitale
- Cardinale Ludovico Ludovisi
- Cardinale Luigi Caetani
- Cardinale Ulderico Carpegna
- Cardinale Paluzzo Paluzzi Altieri degli Albertoni
- Papa Benedetto XIII
- Papa Benedetto XIV
- Papa Clemente XIII
- Cardinale Enrico Benedetto Stuart
- Papa Leone XII
- Cardinale Chiarissimo Falconieri Mellini
- Cardinale Camillo Di Pietro
- Cardinale Mieczysław Halka Ledóchowski
- Cardinale Jan Maurycy Paweł Puzyna de Kosielsko
- Arcivescovo Józef Bilczewski

La successione apostolica è:
- Vescovo Władysław Bandurski (1906)
- Arcivescovo Bolesław Twardowski (1919)